# Jiro Asada
Jiro Asada (浅田 次郎, あさだ　じろう, 13 de dezembro, 1951 ) é um escritor japonês nascido em Tóquio, Japão.